# Синя зона
 Тази статия е за зоната за паркиране.  Вижте също: Синя зона (дълголетие).
„Синя зона“ е обособена зона за платено паркиране в централните части на големите градове в България. Зоната е обозначена със съответната хоризонтална и вертикална маркировка. Действието на „Синя зона“ е ограничено в делнични дни между 8:30 и 20:00 часа (в определени зони времето е от 7 до 21:30 часа) и в събота от 8:30 до 20:00 часа.
Създаването на „Синя зона“ е наложено от непрекъснато растящия трафик и ограничения брой паркоместа. Тя регулира паркирането, като ограничава продължителността му до два часа. Паркирането в „Синя зона“ се заплаща. Заплащането се извършва чрез талони, които се продават от контрольорите, които следят за продължителността на паркирането и коректността на шофьорите. От средата на 2007 година паркирането в „Синя зона“ в София може да се заплаща и чрез SMS. Последното оскъпява паркирането в „Синя зона“, тъй като клиентът заплаща и стойността на изпратения SMS. Предимството на системата е, че не е нужно клиентът да търси контрольор или да разполага с пари в брой. Недостатък е, че винаги съществува възможността клиентът да обърка номера на автомобила и при проверката да се окаже, че не е платил за своето МПС. Друг недостатък е, че след края на първия час, клиентът трябва отново да изпрати SMS, за да поднови заявката за паркиране.
За София (SMS на 1302) максимално допустимото време за паркиране в „Синя зона“ е 2 часа; цената е 2 лев на час. Времето на действие в работни дни и в събота е от 08:30  до 20:00 часа.

## Зелена зона
„Зелена зона“ разширява действието на „Синя зона“ извън централните части на градовете и обхваща по-слабо натоварените зони в периферията на „Синя зона“ в някои градове. Цената за паркиране на час в „Зелена зона“ е по-ниска от тази в „Синя зона“.
За София (SMS на 1303) максимално допустимото време за паркиране в „Зелена зона“ е 4 часа; цената е 1 лев на час. Времето на действие в работни дни е от 08:30 до 19:30 часа; в събота - от 10:00 до 18:00 часа.